# Keegan Rosenberry
Keegan Rosenberry (Harrisburg, 11 december 1993) is een Amerikaans voetballer die doorgaans speelt als rechtsback. In december 2018 verruilde hij Philadelphia Union voor Colorado Rapids.

## Clubcarrière
Rosenberry studeerde aan de Universiteit van Georgetown, waar hij ook ging voetballen. Tijdens de MLS SuperDraft in 2016 werd hij als derde gekozen, door Philadelphia Union. Zijn debuut voor Union maakte de verdediger op 6 maart 2016, toen door doelpunten van Fabián Castillo en Maximiliano Urruti met 2–0 verloren werd op bezoek bij FC Dallas. Rosenberry mocht van coach Jim Curtin in de basis starten en hij speelde het gehele duel mee. Zijn eerste doelpunt volgde op 12 mei 2016, thuis tegen LA Galaxy. Door doelpunten van Vincent Nogueira voor Philadelphia Union en Robbie Rogers en Mike Magee voor LA Galaxy stond het 1–2 toen Rosenberry in de drieënzestigste minuut tekende voor de gelijkmaker. Bij 2–2 zou het ook blijven. In de zomer van 2016 werd de vleugelverdediger opgenomen in de selectie voor de MLS All-Star Game. Aan het einde van het jaar werd hij tweede in de verkiezing voor talent van het jaar, achter Jordan Morris (Seattle Sounders).
Het contract van Rosenberry werd in november 2018 verlengd tot en met 2019. Een maand later verkaste hij naar Colorado Rapids. In januari 2022 werd de verbintenis van Rosenberry verlengd tot en met december 2024, met een optie op een jaar extra. Deze optie werd in november 2024 gelicht. In maart 2025 werd dit contract opengebroken en met drie jaar verlengd tot en met december 2027.

## Clubstatistieken
| Seizoen | Club               | Competitie          | Competitie | Competitie | Beker | Beker | Internationaal | Internationaal | Totaal | Totaal |
| Seizoen | Club               | Competitie          | Wed.       | Dlp.       | Wed.  | Dlp.  | Wed.           | Dlp.           | Wed.   | Dlp.   |
| ------- | ------------------ | ------------------- | ---------- | ---------- | ----- | ----- | -------------- | -------------- | ------ | ------ |
| 2016    | Philadelphia Union | Major League Soccer | 35         | 2          | 1     | 0     | —              | —              | 31     | 2      |
| 2017    | Philadelphia Union | Major League Soccer | 14         | 0          | 2     | 0     | —              | —              | 16     | 0      |
| 2018    | Philadelphia Union | Major League Soccer | 33         | 1          | 5     | 0     | —              | —              | 38     | 1      |
| 2019    | Colorado Rapids    | Major League Soccer | 34         | 1          | 1     | 0     | —              | —              | 35     | 1      |
| 2020    | Colorado Rapids    | Major League Soccer | 18         | 1          | 0     | 0     | —              | —              | 18     | 1      |
| 2021    | Colorado Rapids    | Major League Soccer | 31         | 2          | 0     | 0     | —              | —              | 31     | 2      |
| 2022    | Colorado Rapids    | Major League Soccer | 34         | 2          | 1     | 0     | 2              | 0              | 37     | 2      |
| 2023    | Colorado Rapids    | Major League Soccer | 26         | 0          | 2     | 0     | 2              | 0              | 30     | 0      |
| 2024    | Colorado Rapids    | Major League Soccer | 33         | 0          | 0     | 0     | 7              | 0              | 40     | 0      |
| 2025    | Colorado Rapids    | Major League Soccer | 3          | 1          | 0     | 0     | 2              | 0              | 5      | 1      |
| Totaal  | Totaal             | Totaal              | 261        | 10         | 13    | 0     | 13             | 0              | 287    | 10     |

Bijgewerkt op 12 maart 2025.